# Atlas Elektronik
Atlas Elektronik — німецька компанія, що займається виробництвом електроніки та систем для морських суден та підводних човнів. Базується в Бремені. бере участь у розробці комплексних гідроакустичних систем для підводних човнів і важких торпед.

## Історія
Компанія була заснована в 1902 році як Norddeutsche Maschinen- und Armaturenfabrik GmbH. Спеціалізувалася на суднобудуванні та морських інженерних послугах. У 1911 році назву було змінено на Atlas Werke AG. Під час Першої світової війни Atlas Werke побудувала підводні човни для Імператорського німецького флоту. Після війни компанія зменшилася в розмірах і почала орієнтуватися на цивільні технології через обмеження, накладені Версальським договором.
Після приходу до влади нацистів компанія почала розвиватися і стала постачальником зброї для Крігсмарине. Атлас виробляв торпеди, тральщики та машини Enigma.
Після закінчення Другої світової війни Атлас був відновлений. Суднобудівний підрозділ та інші сфери бізнесу були розпродані, перемістивши фокус виключно на морську та оборонну електроніку. Починаючи з 1960-х років, компанія кілька разів змінювала власність, в тому числі кілька років працювала як дочірня компанія Friedrich Krupp AG (після 1965 року) і Bremer Vulkan (1991). У 1992 році Atlas об'єдналася з STN Systemtechnik Nord, великим постачальником оборонної електроніки, у STN Atlas Elektronik GmbH . Через п'ять років, у 1997 році, STN Atlas перейшла до Rheinmetall (51 %) і BAE Systems (49 %). У 2003 році компанія STN Altas була розділена; Rheinmetall придбала бізнес наземних систем (Rheinmetall Defense Electronics), а BAE взяла під контроль військово-морський бізнес, зберігши назву Atlas Elektronik.
У грудні 2005 року компанію продали ThyssenKrupp і EADS. Atlas Elektronik стала дочірньою компанією ThyssenKrupp Marine Systems у 2017 році.

## Дочірні компанії
- Hagenuk Marinekommunikation (Німеччина)
- Atlas Elektronik India
- Atlas Elektronik Finland
- Atlas Elektronik Canada
- Atlas Elektronik UK
- Atlas Maridan (Данія)
- Atlas North America
- Anec Korea (Південна Корея)
- Sonartech Atlas (Австралія)
- Atlas UAE
- Cybicom Atlas Defence (Південна Африка)
- Advanced Lithium Systems (Греція)